# 娜杰日达·鲍里索芙娜·科列斯尼科娃
娜杰日达·鲍里索芙娜·科列斯尼科娃（羅馬化：Nadezhda Borisovna Kolesnikova；1960年12月19日—）是俄罗斯政治人物，第七届国家杜马议员。
1983年，她毕业于古比雪夫国立师范学院。2016年，她担任第七届国家杜马议员。2018年，她提前辞去国家杜马的职务，空缺的职位移交给亚历山大·欣施泰因。